# José Manuel Pinillo
José Manuel Pinillo Antolín, parfois surnommé « Josep » ou « Pepe », né le 8 mars 1902 et mort à Barcelone le 8 septembre 1968 est un nageur espagnol ayant participé aux Jeux olympiques d'été de 1924 à Paris.

## Biographie
José Manuel Pinillo Antolín est né à Séville, rue Sierpes (es), le 8 mars 1902. Il passe une partie de son enfance à Cadix puis sa famille déménage à Barcelone. Là, il s'inscrit au club de natation de la ville, le Club Natació Barcelona et participe très tôt à des compétitions,.
Il est considéré comme un peu jeune, et irrégulier dans sa technique, pour être sélectionné dans la première équipe olympique espagnole de natation pour les Jeux d'Anvers en 1920.
En 1922, il est champion de Catalogne puis d'Espagne du 100 mètres nage libre, avec un record national de 1 min 16 s 3. Il est aussi membre du relais 5 × 50 mètres nage libre champion d'Espagne,. Il est alors présélectionné par la fédération espagnole au sein d'une équipe nationale pour préparer les Jeux olympiques d'été de 1924, entraînée par l'ancien recordman du monde belge et olympien Félicien Courbet,. Celui-ci impose un régime strict d'entraînement quotidien (de 19h à 21h) et des séances plus spécifiques pour le sprint les lundi et vendredi. Sous la direction de Courbet, Pinillo progresse très vite, en corrigeant principalement ses faiblesses techniques (départ et virage). Il est à nouveau champion d'Espagne du 100 mètres nage libre en 1923 et 1924, améliorant son propre record national à 1 min 10 s 2 en mai 1924 et s'adjugeant le record du 200 mètres nage libre en juin 1924 en 2 min 47 s 8. Ces records sont cependant établis en bassin de 33 mètres et dans une eau salée permettant une meilleure flottaison,. En effet, en 1923, le CN Barcelone a construit un bassin moderne, la piscine de la Escollera qui devient le centre national de la natation espagnole.
Aux Jeux de Paris, José Manuel Pinillo est engagé dans la 5e série du 100 mètres nage libre, celle de Johnny Weissmuller. Il termine 5e et dernier de la série, en 1 min 14 s 2 et n'est pas qualifié pour les demi-finales,,. L'équipe espagnole du relais 4 × 200 mètres (Ramon Berdomàs, Pedro Méndez, Julio Peredejordi et José Manuel Pinillo) termine 4e et dernière de sa série en 12 min 21 s 2 et n'est pas qualifiée pour la finale,,. Après les Jeux, lors d'une rencontre amicale entre les équipes olympiques espagnole et hongroise à Barcelone, le 15 août, Pinillo établit un nouveau record d'Espagne du 50 mètres nage libre en 30 secondes pile.
En 1925, José Manuel Pinillo est à nouveau champion d'Espagne du 100 mètres nage libre en 1 min 9 s 2 ainsi que du 400 mètres nage libre en 6 min 18 s 4. Sa carrière se poursuit jusque 1929. Au total, il a remporté 16 titres de champion de Catalogne ; quatre titres de champion d'Espagne et a établi 22 ou 25, selon les sources, records nationaux en individuel ou en relais,.
Pressenti pour le relais 4 × 200 mètres aux Jeux olympiques d'Amsterdam de 1928, il ne se présente pas aux qualifications. Il est peu à peu en train de délaisser sa carrière de nageur pour devenir concessionnaire Chevrolet. Il participe à sa dernière course au printemps 1932 lors des cérémonies célébrant les 25 ans du Club Natació Barcelona, réalisant encore 29 s 6 au 50 mètres nage libre.
Il devient ensuite entraîneur de natation, d'abord dans son club de Barcelone, puis en 1935 à Valence, jusqu'au déclenchement de la Guerre d'Espagne qui porte un coup au sport catalan. Il est rappelé en 1943 comme entraîneur du Club Natació Catalunya à Barcelone qu'il entraîne jusque dans les années 1960 avant d'entraîner le CN Pueblo Nuevo, toujours dans la même ville.